# Gremlin Interactive
Gremlin Interactive Ltd., inizialmente chiamata Gremlin Graphics, è stata una società britannica produttrice di videogiochi con sede a Sheffield. La società produsse molti videogiochi di successo per il mercato dei personal computer degli anni ottanta e novanta, estendendosi col tempo anche alle console. Nel 1999 fu acquisita da Infogrames divenendo Infogrames Studios o Infogrames Sheffield House, fino alla chiusura nel 2003.
Non va confusa con Gremlin Industries, produttore statunitense di cabinati arcade (1973-1984).

## Storia
Venne fondata nel 1984 come Gremlin Graphics Software Ltd. e nei primi anni il mercato primario della società erano i computer a 8 bit, soprattutto lo ZX Spectrum, l'Amstrad CPC e il Commodore 64. Pubblicò anche molti titoli per Commodore 16, tra cui le raccolte C16 Classics, e per MSX.
Gremlin Graphics fu fondata da Ian Stewart e Kevin Norburn, che già possedevano con successo un negozio di computer chiamato Just Micro. Gli uffici vennero aperti nello stesso palazzo dov'era il negozio, in Carver Street a Sheffield. Stewart divenne direttore marketing e Norburn direttore finanziario. I primi programmatori assunti furono Peter Harrap e Tony Crowther. Harrap faceva l'università e lo conobbero perché frequentava spesso il negozio a causa di un Currah μSpeech che gli aveva danneggiato il computer. Crowther era già un programmatore ben noto per i suoi videogiochi per Commodore e divenne un direttore, ma dopo pochi giochi prodotti lasciò l'azienda per via di divergenze. Geoff Brown della U.S. Gold, che all'epoca aveva da poco fondato il promettente distributore CentreSoft, divenne amministratore delegato.
L'azienda iniziò a farsi notare con Wanted! Monty Mole (1984), primo gioco della serie di Monty Mole, che vinse il premio dei lettori di Crash per il miglior platform per Spectrum dell'anno. Harrap fu determinante nella sua ideazione; suo padre era un istruttore minerario e il gioco venne ambientato in miniera. Nel Regno Unito iniziò uno sciopero dei minatori e si colse l'occasione per farvi dei riferimenti nel gioco, tra cui una caricatura del sindacalista Arthur Scargill. Stewart riuscì grazie a questo e a molto impegno ad attirare l'attenzione dei media nazionali, compresa la televisione, ottenendo un'utile spinta promozionale per l'azienda.
Nel 1985 la Gremlin era già ben affermata e produceva molti titoli anche nei periodi dell'anno meno redditizi. La squadra interna era salita a quattro programmatori, mentre le versioni Commodore erano fatte sviluppare alla società esterna Micro Projects, ma l'intenzione era di ampliare ancora l'organico interno.
Nel 1986 fu aperta una seconda sede operativa a Birmingham e la società raggiunse il quinto posto nella classifica delle software house britanniche.
Nel 1986 nacque un accordo con un duo di programmatori indipendenti, già noti come autori di Technician Ted, per stabilire uno studio di sviluppo satellite a Lincoln, chiamato Gremlin Lincoln. Questo studio sviluppò diversi titoli, tra cui alcune conversioni a 8 bit di Shadow of the Beast, fino al termine della collaborazione nel 1989.
Tra il 1990 e il 1992 fu operativa l'etichetta secondaria GBH, o GBH Gold come fu poi rinominata, che riproponeva a basso costo vecchi giochi della Gremlin, ma anche alcuni che originariamente erano stati pubblicati da altre aziende, come la Krisalis Software.
Nel 1994 l'azienda fu rinominata in Gremlin Interactive.
La Gremlin Interactive si fece ancora notare agli inizi degli anni '90 con il gioco Premier Manager e in seguito con Actua Soccer, il primo videogioco di calcio totalmente tridimensionale. La società acquisì ulteriore fama con i giochi Lotus, la serie Zool, il gioco Motorhead e Hardwar. Gremlin realizzò giochi sportivi su calcio, golf, tennis, hockey su ghiaccio, pallanuoto e automobilismo.
Nel 1996 la società acquisì la DMA Design (creatrice della serie Grand Theft Auto e Lemmings) per 4,2 milioni di sterline.
Nel 1997 l'azienda fu quotata alla Borsa di Londra. Nel 1998 la Gremlin era ancora diretta da Ian Stewart, insieme alla moglie Jenny Richards-Stewart. Aveva sussidiare nel Regno Unito e in Australasia, e distributori e associati nel mondo, tra cui la Fox Interactive. In quel periodo riuscì a ottenere preziose licenze per realizzare giochi su film di successo, come Men in Black: The Game e Judge Dredd.
La Gremlin fu pioniera nell'uso per i videogiochi di tecnologie avanzate di motion capture, nate originariamente negli USA per l'ambito medico e sportivo. L'azienda ne migliorò il software per catturare, oltre ai movimenti, le ben più difficili espressioni facciali. Molti sportivi famosi come Michael Owen e David Holdsworth si recarono alla sede dell'azienda per essere monitorati dal motion capture e apparire realisticamente nei giochi sportivi della Gremlin. Commentatori sportivi britannici come Barry Davies e Trevor Brooking prestarono invece le proprie voci.
Nel 1999 la società, in difficoltà finanziarie in seguito alla poco riuscita acquisizione della DMA Design (che tra l'altro non includeva i diritti sul celebre Grand Theft Auto), venne acquisita dalla Infogrames per 24 milioni di sterline. Infogrames rinominò la società Infogrames Studios Ltd., ma era anche nota come Infogrames Sheffield House, come veniva a volte presentata a video. Lo studio venne poi chiuso nel 2003. L'edificio della società venne utilizzato fino alla demolizione.
I diritti sui vecchi giochi della Gremlin furono riacquistati da Ian Stewart, passato nel frattempo alla Zoo Digital Publishing.

## Videogiochi prodotti

### 1984
- Potty Pigeon
- Suicide Express
- Wanted! Monty Mole
- Xargon Wars

### 1985
- Abu Simbel Profanation
- Dork's Dilemma?
- Gauntlet (alcune conversioni)
- Grumpy Gumphrey Supersleuth
- Gullwing Falcon
- Metabolis
- Monty Is Innocent
- Monty on the Run
- Petals of Doom
- Project Future
- Rocco
- Sam Stoat Safebreaker
- Sword of Destiny
- Thing on a Spring
- Tinderbox
- Tycoon Tex
- Xargon's Revenge

### 1986
- Avenger
- Bounder
- Footballer of the Year
- Future Knight
- Highway Encounter
- Jack the Nipper
- The Magician's Curse
- Trailblazer
- The Way of the Tiger
- West Bank

### 1987
- Alien Evolution
- Alternative World Games
- Auf Wiedersehen Monty
- Basil the Great Mouse Detective
- Bulldog
- Compendium (raccolta di inediti)
- Convoy Raider
- Cosmic Causeway: Trailblazer II
- Deathwish III
- The Final Matrix
- Gary Lineker's Superstar Soccer
- Gauntlet: The Deeper Dungeons (espansione)
- Gauntlet II (alcune conversioni)
- Jack the Nipper II
- Krakout
- MASK
- MASK II
- Masters of the Universe: The Movie
- Pool
- Re-Bounder
- Samurai Trilogy
- Snooker
- Thing Bounces Back
- Water Polo

### 1988
- Artura
- Blood Brothers
- Blood Valley
- Dark Fusion
- Deflektor
- Gary Lineker's Super Skills
- Hercules: Slayer of the Damned
- John Lowe's Ultimate Darts
- Mickey Mouse
- Motor Massacre
- The Muncher Eats Chewits
- Night Raider
- NorthStar
- Pink Panther
- Roy of the Rovers
- Skate Crazy
- Supersports
- Tour de Force
- Vampire's Empire
- VENOM Strikes Back (MASK III)

### 1989
- Butcher Hill
- Combo Racer
- Federation of Free Traders
- Footballer of the Year II
- Gary Lineker's Hot Shot
- HATE: Hostile All Terrain Encounter
- The Paranoia Complex (solo edizione britannica per ZX Spectrum)
- Super Scramble Simulator
- Switchblade
- Techno Cop

### 1990
- Celica GT Rally
- Litti's Hot Shot
- Greg Norman's Shark Attack!
- Impossamole
- Lotus Esprit Turbo Challenge
- Manchester United (riedizione GBH)
- Mindbender
- Shadow of the Beast (Amstrad CPC, ZX Spectrum)
- Skidtz
- Spacewrecked: 14 Billion Light Years From Earth
- Super Cars
- Venus: The Flytrap

### 1991
- 16 Bit Hit Machine
- 4 Wheel Drive
- Chart Attack
- Cloud Kingdoms (riedizione GBH)
- First Class with the Shoe People
- Footballer of the Year 2
- HeroQuest
- HeroQuest: Return of the Witch Lord (espansione)
- Jahangir Khan's World Championship Squash (riedizione GBH)
- Lotus Turbo Challenge 2
- Narco Police (riedizione GBH)
- Pegasus
- Super Cars II
- Suspicious Cargo
- Switchblade II
- Team Suzuki
- Utopia

### 1992
- Harlequin
- Horror Zombies from the Crypt (riedizione GBH)
- International 3D Tennis (riedizione GBH)
- James Pond (riedizione GBH)
- Lotus: The Ultimate Challenge
- Manix (riedizione GBH)
- Moonshine Racers (riedizione GBH)
- Plan 9 from Outer Space
- Premier Manager
- Resolution 101 (riedizione GBH)
- The Shoe People
- Space Crusade
- Top Gear
- Videokid
- Voodoo Nightmare (riedizione GBH)
- World Championship Boxing Manager (riedizione GBH)
- Zool

### 1993
- Disposable Hero
- Jungle Strike
- Litil Divil
- Nigel Mansell's World Championship
- Premier Manager II
- Zool 2

### 1994
- Hero Quest II: Legacy of Sorasil
- K240
- Premier Manager 3
- Retribution
- Shadow Fighter
- Striker
- Top Gear 2

### 1995
- Actua Soccer
- Fatal Racing
- Premier Manager 3 Deluxe
- Premier Multi-Edit System, editor
- Slipstream 5000
- UEFA Euro 96 England

### 1996
- Actua Golf
- Loaded
- Normality
- Premier Manager 97
- Realms of the Haunting
- Super Cars International

### 1997
- Actua Golf 2
- Actua Soccer 2
- Actua Soccer: Club Edition
- Fragile Allegiance
- Judge Dredd
- Premier Manager 98
- Re-Loaded
- Sandwarriors

### 1998
- Actua Golf 3
- Actua Ice Hockey
- Actua Soccer 3
- Actua Tennis
- Body Harvest
- Buggy
- Hardwar
- Men in Black: The Game
- Motorhead
- N2O
- Outlaw Racers

### 1999
- Actua Ice Hockey 2
- Actua Pool
- Premier Manager Ninety Nine
- Tanktics
- Wild Metal Country

### 2000
Come Infogrames Studios, solo sviluppo:
- Hogs of War
- PGA European Tour Golf
- Premier Manager 2000
- Soulbringer
- Wacky Races

### 2001
Come Infogrames Studios, solo sviluppo:
- UEFA Challenge

### 2002
Come Infogrames Studios, solo sviluppo:
- Micro Machines
- Slam Tennis
- Superman: Shadow of Apokolips